# 윤민호 (1995년)
윤민호(1995년 12월 6일 ~ )는 대한민국의 축구 선수로, 포지션은 공격수이다. 현재 부산 아이파크 소속이다.